# Funny Vibe
«Funny Vibe» (с англ. — «Забавная атмосфера») — песня американской рок-группы Living Colour, выпущенный в качестве сингла с их дебютного альбома Vivid 1988 года. В записи песни участвуют рэперы Chuck D и Flavor Flav из рэп-группы Public Enemy.

## О песне
Журнал Rolling Stone написал об этой песне в интервью Living Colour в 1990 году, сказав: «Строчки — „No I’m not gonna hurt you/No I’m not gonna harm you/And I try not to hate you/So why you want to give me that/Funny Vibe!“ — с красноречием и разочарованием яростного пулемёта Рида в том, чтобы донести своё видение жесткой, непримиримой музыкальной индустрии, изобилующей расовыми стереотипами и дискриминацией де-факто».